# Ransbach-Baumbach
Ransbach-Baumbach è una città di 7 959 abitanti della Renania-Palatinato, in Germania.
Appartiene al circondario (Landkreis) del Westerwaldkreis (targa WW) ed è parte della comunità amministrativa (Verbandsgemeinde) di Ransbach-Baumbach.